# Atletismo nos Jogos Pan-Americanos de 1987 - Decatlo masculino
A prova do decatlo masculino nos Jogos Pan-Americanos de 1987 foi realizada em 12 e 13 de agosto em Indianápolis, Estados Unidos.

## Resultados
| Posição           | Atleta           | Nacionalidade                | 100m  | SD   | AP    | SA   | 400m  | 110m D | AD    | SA    | LD    | 1500m   | Pontos |
| ----------------- | ---------------- | ---------------------------- | ----- | ---- | ----- | ---- | ----- | ------ | ----- | ----- | ----- | ------- | ------ |
| Medalha de ouro   | Mike Gonzales    | USA Estados Unidos           | 11.63 | 7.03 | 13.30 | 1.93 | 51.35 | 14.88  | 46.53 | 4.90  | 64.79 | 4:59.94 | 7649   |
| Medalha de prata  | Keith Robinson   | USA Estados Unidos           | 11.23 | 7.03 | 13.10 | 1.98 | 49.52 | 14.73  | 46.30 | 4.20  | 61.13 | 5:07.17 | 7573   |
| Medalha de bronze | Gordon Orlikow   | CAN Canadá                   | 11.30 | 7.13 | 13.03 | 1.93 | 49.16 | 14.68  | 38.15 | 4.30  | 51.71 | 4:38.08 | 7441   |
| 4                 | Santiago Mellado | ESA El Salvador              |       |      | 11.83 | 1.98 | 50.31 | 15.47  | 4.00  | 46.88 |       | 4:47.70 | 6799   |
| 5                 | Paul Hewlett     | IVB Ilhas Virgens Britânicas | 11.50 |      |       |      | 50.76 |        | 35.43 | 4.20  | 47.14 | 4:50.41 | 6609   |
| 6                 | George Biehl     | CHI Chile                    |       | 6.73 |       |      |       | 14.96  |       |       |       | 4:47.67 | 6361   |
| 7                 | Fidel Solórzano  | ECU Equador                  | 11.10 | 7.41 | 12.09 | 2.03 | 49.98 |        | 35.53 | DNS   | –     | –       | DNF    |
| 8                 | Pedro da Silva   | BRA Brasil                   | 10.87 | NM   | DNS   | –    | –     | –      | –     | –     | –     | –       | DNF    |